# Décès en 1937
Décès
- 1933
- 1934
- 1935
- 1936
- 1937
- 1938
- 1939
- 1940
- 1941

Cet article présente une liste de personnalités mortes au cours de l'année 1937.

Les mois de l'année font également l'objet de listes spécifiques :

## Décès par mois

### Date précise inconnue
- Marcel Bain, peintre paysagiste, illustrateur et auteur dramatique français (° 21 novembre 1878).
- Bibi Maryam Bakhtiari, révolutionnaire iranienne (° 1874).
- Gennaro Béfani, peintre français d'origine italienne (° 17 novembre 1866).
- Paul Louis Bouchard, peintre français (° 1853).
- Jules-Charles Choquet, peintre français (° 1846).
- Henri-Camille Danger, peintre français (° 31 janvier 1857).
- Charles-Edmond Daux, peintre et illustrateur français (° 26 janvier 1850).
- Victor Dutertre, peintre et graveur sur bois français (° 10 février 1850).
- Jeanne Eliot, peintre française (° 22 mars 1861).
- Maurice Louis Monnot, peintre français (° 22 octobre 1869).
- Gustave Popelin, peintre et photographe français (° 30 juillet 1859).
- Mirza Riza Khan, diplomate et militaire iranien (° 1846).
- Max Silbert, peintre français d'origine russe (° 29 novembre 1871).
- Gustave Surand, peintre français (° 25 août 1860).

### Janvier
- 1er janvier :
  - Jenő Sipőcz, homme politique hongrois (° 19 septembre 1878).
  - Pierre-Eugène Vibert, peintre, dessinateur, illustrateur et graveur suisse (° 16 février 1875).
- 2 janvier : Ross Alexander, acteur américain (° 27 juillet 1907).
- 6 janvier : Frère André, religieux canadien du Québec (° 9 août 1845).
- 7 janvier : Jean Syndon, peintre français (° 25 mai 1869).
- 10 janvier : Gabriele Galantara, peintre, journaliste, dessinateur, illustrateur et caricaturiste anticlérical italien (° 18 octobre 1865).
- 13 janvier :
  - Albert Dubuisson, peintre français (° 23 avril 1850).
  - Pierre Marcel-Béronneau, peintre et graveur français (° 14 juillet 1869).
- 14 janvier : Henri Libert, compositeur et organiste français (° 15 décembre 1869).
- 20 janvier : Richard Benno Adam, peintre allemand (° 5 mars 1873).
- 21 janvier : Fernand Salkin, militaire et peintre français (° 27 juin 1862).
- 23 janvier :
  - Orso Mario Corbino, physicien et homme politique italien (° 30 avril 18796).
  - Marie Prevost, actrice canadienne (° 8 novembre 1896).
- 29 janvier : Marc-Aurèle de Foy Suzor-Coté, peintre et sculpteur (° 6 avril 1869).
- 30 janvier :
  - Henri Duvernois, écrivain français (° 4 mars 1875).
  - Gueorgui Piatakov, homme politique russe puis soviétique (° 6 août 1890).

### Février
- 5 février :
  - Louis Adan, peintre et illustrateur français (° 26 mars 1839).
  - Sydney Booth, acteur américain (° 29 janvier 1873).
  - André Favory, peintre et illustrateur français (° 29 mars 1889).
  - Francis La Monaca, peintre et sculpteur italien naturalisé français (° 10 février 1882).
- 6 février : Jane Atché, peintre et affichiste française (° 16 août 1872).
- 8 février : Léon Vignols, historien français (° 18 février 1859).
- 11 février : Harriet Bagwell, philanthrope irlandaise (° 1853).
- 12 février : Jean Laronze, peintre français (° 25 novembre 1852).
- 13 février : István Nagy, peintre hongrois (° 28 mars 1873).
- 14 février : Erkki Melartin, compositeur, chef d'orchestre et pédagogue finlandais (° 2 février 1875).
- 16 février : Rodmond Palen Roblin, premier ministre du Manitoba (° 15 février 1853).
- 17 février :
  - George Hassell, acteur anglais (° 4 mai 1881).
  - Charles Laite, acteur britannique (° 15 juin 1883).
  - Hugo Meisl, joueur, entraîneur, arbitre et dirigeant de football autrichien (° 16 novembre 1881).
- 18 février : Grigory Ordjonikidze, révolutionnaire bolchévique géorgien et homme politique soviétique (° 24 octobre 1886).

### Mars
- 1er mars : Iouri Pen, peintre russe puis soviétique (° 5 juin 1854).
- 5 mars : Mary Butts, écrivaine britannique (° 13 décembre 1890).
- 6 mars : Frank Vosper, acteur, scénariste et dramaturge britannique (° 15 décembre 1899).
- 8 mars : Howie Morenz, joueur de hockey sur glace canadien (° 21 septembre 1902).
- 10 mars : Ievgueni Zamiatine, écrivain russe (° 1er février 1884).
- 12 mars : Charles-Marie Widor, compositeur et organiste français (° 21 février 1844).
- 15 mars : H. P. Lovecraft, écrivain américain (° 20 août 1890).
- 16 mars :
  - Cécile Desliens, peintre française (° 8 mars 1853).
  - Germán Gedovius, peintre mexicain (° 1er mai 1867).
- 18 mars :
  - Mel Bonis, compositrice française (° 21 janvier 1858).
  - Clémentine-Hélène Dufau, peintre, affichiste et illustratrice française (° 18 août 1869).
- 20 mars : André Raynaud, coureur cycliste français (° 10 novembre 1904).
- 24 mars : Bobby Dunn, acteur américain (° 28 août 1890).
- 28 mars : Karol Szymanowski, compositeur polonais (° 6 octobre 1882).
- 30 mars : T. Roy Barnes, acteur anglais (° 11 août 1880).
- 31 mars : Ricardo Burguete, militaire, administrateur, homme politique et auteur espagnol  (° 3 février 1871).

### Avril
- 4 avril : Arthur Foote, compositeur classique américain (° 5 mars 1853).
- 10 avril :
  - Algernon Ashton, professeur, pianiste et compositeur anglais (° 9 décembre 1859).
  - Liévin Verstraeten, homme politique belge (° 24 janvier 1848).
- 22 avril : Iazep Adamovitch, homme politique russe puis soviétique (° 7 novembre 1897).
- 28 avril : James Sutherland Spore, homme politique américain (° 13 mai 1885).
- 29 avril : 
  - Wallace Hume Carothers, chimiste américain (° 27 avril 1896).
  - Sam Sandi, lutteur professionnel polonais, d'origine camerounaise (° 1885).

### Mai
- 10 mai :
  - Paul Chabas, peintre français (° 7 mars 1869).
  - Wilhelm Henie, spécialiste norvégien du cyclisme sur piste et du patinage de vitesse (° 7 septembre 1872).
- 18 mai : Émile Duray, peintre français d'origine belge (° 12 septembre 1862).
- 20 mai : Paul Sordes, peintre, pianiste et scénographe français (° 9 février 1877).
- 25 mai : Henry Ossawa Tanner, peintre afro-américain (° 21 juin 1859).
- 26 mai : Vladimir Smirnov, homme politique et révolutionnaire russe puis soviétique (° 1887).
- 30 mai : Madison Grant, avocat et naturaliste américain (° 19 novembre 1865).

### Juin
- 2 juin : Louis Vierne, compositeur et organiste français (° 8 octobre 1870).
- 3 juin : Tang Qunying, journaliste et activiste chinoise (° 8 décembre 1871).
- 4 juin : Friedrich Hilble, fonctionnaire et conseiller municipal munichois (° 10 juin 1881).
- 8 juin : Jean Harlow, actrice américaine (° 3 mars 1911).
- 10 juin : Robert Laird Borden, huitième premier ministre canadien (° 26 juin 1854).
- 12 juin : Victor Tardieu, peintre français (° 30 avril 1870).
- 16 juin : Alexandre Tcherviakov, homme politique russe puis soviétique (° 25 février 1892).
- 17 juin :
  - Albert Matignon, peintre et illustrateur français (° 11 juin 1860).
  - Igor Terentiev, poète et peintre russe puis soviétique (° 17 janvier 1892).
- 18 juin :
  - Pierre Bodard, peintre français (° 15 avril 1881).
  - Gaston Doumergue, président de la République française (° 1er août 1863).
- 23 juin : Sergueï Rozanov, clarinettiste russe puis soviétique (° 23 juin 1870).
- 25 juin :
  - Jānis Akuraters, poète et écrivain letton (° 13 janvier 1876).
  - Colin Clive, acteur britannique (° 20 janvier 1900).
- 27 juin : Sandro Akhmeteli, metteur en scène et directeur de théâtre soviétique (° 13 avril 1886).

### Juillet
- 2 juillet :
  - Guillaume Van Strydonck, peintre et pastelliste belge (° 10 décembre 1861).
  - Wayne Arey, acteur américain (° 12 avril 1880).
- 11 juillet : George Gershwin, compositeur américain (° 26 septembre 1898).
- 13 juillet :
  - Mykhaïlo Boïtchouk, peintre russe puis soviétique (° 30 octobre 1882).
  - Emmett Dalton, bandit de la Conquête de l'Ouest et acteur américain (° 3 mai 1871).
  - Evgueni Preobrajenski, économiste soviétique (° 15 février 1886).
- 17 juillet : Gabriel Pierné, organiste, pianiste, compositeur et chef d'orchestre français (° 16 août 1863).
- 20 juillet : Guglielmo Marconi, physicien italien (° 25 avril 1874).
- 30 juillet : Georges Diéterle, architecte et peintre français (° 25 mars 1844).

### Août
- 5 août : Léon Nassoy, peintre français (° 13 décembre 1873).
- 7 août : Henri Lebasque, peintre post-impressionniste français (° 25 septembre 1865).
- 11 août : Stéphan Elmas, compositeur, pianiste et professeur arménien (° 24 décembre 1862).
- 19 août : Ivan Strod, officier russe (° 10 avril 1894).
- 21 août : Jean-Baptiste Schinler, homme politique belge (° 14 octobre 1863).
- 23 août : Albert Roussel, compositeur français (° 5 avril 1869).
- 24 août : Ernő Pór, homme politique hongrois (° 4 janvier 1889).
- 31 août : Albert Heim, géologue suisse (° 12 avril 1849).

### Septembre
- 2 septembre :
  - Alexandre Chliapnikov, homme politique russe puis soviétique (° 2 septembre 1885).
  - Pierre de Coubertin, le rénovateur des Jeux olympiques (° 1er janvier 1863).
- 3 septembre : François Guiguet, peintre et lithographe français (° 8 janvier 1860).
- 5 septembre : Georges Chénard-Huché, peintre et compositeur français (° 14 juin 1864).
- 8 septembre : Frank Alexander, acteur américain (° 25 mai 1879).
- 14 septembre :
  - Louis Delfau, peintre français (° 20 juin 1871).
  - Nikolaï Oustrialov, pionnier russe puis soviétique du national-bolchévisme (° 25 novembre 1890).
- 15 septembre : Clifford Heatherley, acteur britannique (° 8 octobre 1888).
- 20 septembre : Ivan Teodorovitch, homme politique russe puis soviétique (° 10 septembre 1875).
- 21 septembre : Henri Capitant, juriste français, agrégé de droit, professeur de droit privé (° 15 septembre 1865).
- 26 septembre :
  - Vera Ermolaeva, peintre, graphiste et illustratrice russe puis soviétique (° 2 novembre 1893).
  - Bessie Smith, chanteuse de blues américaine (° 15 avril 1894).
- 28 septembre :
  - Rodolphe Lemieux, avocat, journaliste, homme politique et professeur canadien (° 1er novembre 1866).
  - Timofeï Sapronov, révolutionnaire russe puis soviétique (° 1887).
- 29 septembre : Jacob Belsen, peintre, dessinateur, graveur, dessinateur, caricaturiste et illustrateur russo-letton (° 18 septembre 1870).
- 30 septembre : Hélène Guinepied, peintre et pédagogue française (° 27 avril 1883).

### Octobre
- 2 octobre : Jean Frois-Wittmann, psychanalyste français (° 20 février 1892).
- 4 octobre : Maurice Joron, peintre français (° 18 janvier 1883).
- 9 octobre : Auguste De Boeck, compositeur, organiste et pédagogue musical belge (° 9 mai 1865).
- 13 octobre :
  - Simon Fraser Tolmie, premier ministre de Colombie-Britannique (° 25 janvier 1867).
  - Kazimierz Nowak, explorateur polonais (° 11 janvier 1897).
- 15 octobre :  Renato Paresce, peintre italien (° 5 janvier 1886).
- 16 octobre : Jean de Brunhoff, illustrateur français, créateur de Babar (° 9 décembre 1899).
- 19 octobre : Ernest Rutherford, physicien et chimiste britannique (° 30 août 1871).
- 22 octobre : Paul Paulin, peintre, sculpteur et médailleur français (° 13 juillet 1852).
- 24 octobre :
  - Ferdinand Küchler, violoniste allemand (° 14 juillet 1867).
  - Émile Théodore, peintre et conservateur de musée français (° 29 janvier 1876).
- 26 octobre : Pierre Waidmann, peintre et sculpteur français (° 19 août 1860).
- 27 octobre : Joseph-Félix Bouchor, peintre français (° 15 septembre 1853).
- 30 octobre : Avel Enoukidzé, homme politique russe puis soviétique (° 19 mai 1877).

### Novembre
- 2 novembre :
  - Leonardo Bazzaro, peintre italien (° 13 décembre 1853).
  - Henri Clamens, peintre orientaliste français (° 1er février 1905).
  - Félix Gaffiot, philologue et professeur français (° 27 septembre 1870).
- 9 novembre :
  - Estácio Coimbra, avocat et homme d'État brésilien (° 2 octobre 1872).
  - Charles Émile Egli, graveur, illustrateur et peintre suisse naturalisé français (° 30 mars 1877).
- 10 novembre : Louis Ridel, peintre, sculpteur, décorateur et médailleur français (° 12 février 1866).
- 11 novembre : Joseph Paganon, ministre de la IIIe République (° 19 mars 1880).
- 12 novembre : Marie Ernestine Lavieille, peintre française (° 11 octobre 1852).
- 15 novembre : Gleb Ivanovitch Boki, homme politique russe puis soviétique (° 3 juillet 1879).
- 17 novembre : Désiré Delansorne, coureur cycliste, garagiste, vendeur de cycles et homme politique français (° 16 février 1862).
- 21 novembre : Henri Cain, dramaturge, librettiste, romancier, peintre et graveur français (° 11 octobre 1857).
- 22 novembre : Philip de László, peintre britannique d'origine hongroise (° 30 avril 1869).
- 23 novembre : George Albert Boulenger, zoologiste britannique d’origine belge (° 19 octobre 1858).
- 26 novembre :
  - Albert Depré, peintre français (° 11 mars 1861).
  - Ottilie Roederstein, peintre suisse (° 22 avril 1859).
- 25 ou 27 novembre : Emmanuel Quiring, homme politique russe puis soviétique (° 13 septembre 1888).
- 27 novembre :
  - Vsevolod Balitski, dirigeant de la police politique soviétique (° 27 novembre 1892).
  - Eero Haapalainen, homme politique et journaliste finlandais (° 27 octobre 1880).
  - Isaak Roubine, économiste russe puis soviétique (° 12 juin 1886).
  - Yéghiché Tcharents, écrivain arménien (° 13 mars 1897).
- 28 novembre : James Naismith, inventeur du basket-ball (° 6 novembre 1861).
- 29 novembre : Eugène de Barberiis, peintre français (° 9 mars 1851).

### Décembre
- 1er décembre : Hassan Modarres, homme politique et religieux iranien (° vers 1870).
- 3 décembre :
  - Attila József, poète hongrois (° 11 avril 1905).
  - Prosper Poullet, homme politique belge (° 5 mars 1868).
- 5 décembre :
  - Georges Laugée, peintre français (° 19 décembre 1853).
  - János Thorma, peintre hongrois (° 24 avril 1870).
- 10 décembre : Selim Melhame, homme politique de l'Empire ottoman (° 14 juin 1851).
- 11 décembre :
  - Lige Conley, acteur, scénariste et réalisateur américain (° 5 décembre 1897).
  - Ángel Pestaña, militant anarchosyndicaliste espagnol (° 14 février 1886).
- 14 décembre : Bertha Waszklewicz-van Schilfgaarde, militante pacifiste néerlandaise (° 7 novembre 1850).
- 16 décembre : Blanka Mercère, peintre polonaise (° 17 décembre 1883).
- 17 décembre : Albert Fourié, sculpteur, peintre et illustrateur français (° 24 avril 1854).
- 20 décembre : Ludvík Strimpl, peintre, graphiste et diplomate austro-hongrois puis tchécoslovaque (° 18 novembre 1880).
- 21 décembre : Auguste Raynaud, peintre français (° 27 février 1854).
- 22 décembre : José Engel, peintre, dessinateur et caricaturiste français (° 13 août 1868).
- 24 décembre : Jules Ronsin, peintre français (° 6 avril 1867).
- 27 décembre : John Douglas Hazen, premier ministre du Nouveau-Brunswick (° 5 juin 1860).
- 28 décembre : Maurice Ravel, compositeur français (° 7 mars 1875).
- 29 décembre :
  - John T. Dillon, acteur américain (° 19 juin 1876).
  - Efim Minine, peintre et graphiste russe puis soviétique (° 9 octobre 1897).
- 31 décembre :
  - Ernesto de Curtis, compositeur italien (° 4 octobre 1875).
  - Dezső Czigány, peintre hongrois (° 1er juin 1883).
  - Louis Franck, juriste et homme politique belge (° 28 novembre 1868).